# Kim Jong-nam
Kim Jong-nam (Chosŏn'gŭl: 김정남; Hanja: 金正男; 10 de maio de 1971 - 13 de fevereiro de 2017) foi o filho mais velho de Kim Jong-il, líder da Coreia do Norte de 1994 até 2011, e de Song Hye Rim.

## Vida
Entre 1994 e 2001, ele era considerado o mais provável sucessor de seu pai e, portanto, o próximo líder da Coreia do Norte.
Entretanto, em maio de 2001, foi considerado desqualificado para suceder o seu pai, depois de uma tentativa fracassada de entrar no Japão com um passaporte falso para levar seu filho para conhecer a Disneylândia de Tóquio.
A partir de 2003, viveu em um exílio fora da Coreia do Norte, onde tornou-se um crítico de sua família, do regime norte-coreano e um defensor da reforma em seu país natal.
Em setembro de 2010, ficou evidente que o seu meio-irmão paterno mais jovem, Kim Jong-un, seria o sucessor de seu pai.
Em fevereiro de 2017, morreu na Malásia, em circunstâncias suspeitas. Acredita-se que ele foi assassinado por duas mulheres, especulou-se que sua morte tenha sido planejada por agentes norte-coreanos no aeroporto de Kuala Lumpur na Malásia, usando uma arma química conhecida como agente nervoso VX. Acredita-se que ele estava a viajar sob o nome de Kim Chol no momento de sua morte.
Com sua morte, aumentaram as suspeitas de que a Coreia do Norte também dispõe de enormes quantidades de agentes químicos em seu arsenal.
Segundo algumas fontes, foi assassinado por represálias à sua colaboração com a CIA.